# Kennon C. Whittle
Pour les articles homonymes, voir Whittle.
Kennon C. Whittle, né le 2 octobre 1891 et décédé le 10 novembre 1967, était un juge et un avocat de Virginie aux États-Unis. Il a notamment été président de la Virginia Bar Association (en) et élu à la Cour suprême d'appel de Virginie (en).